# Conflict: Denied Ops
Conflict: Denied Ops es un videojuego perteneciente al género de disparos en primera persona, es el quinto videojuego de la serie Conflict. Originalmente, el juego iba a ser llamado "Crossfire", pero más tarde fue cambiado. Es el primer juego de la serie que se lanzará en las consolas PlayStation 3 y Xbox 360, pero también fue lanzado en PC. Fue lanzado el 8 de febrero de 2008 en Europa y el 13 de febrero de 2008 en América del Norte. 

## Jugabilidad
El juego se juega en una perspectiva en primera persona, en lugar de la vista en tercera persona de los cuatro títulos anteriores, y es también el primer juego de la serie de conflict que no cuentan con los cuatro personajes principales. Denied Ops se basa en torno a dos agentes de la CIA, que tienen cada uno su propia arma y estilo: un francotirador llamado Lincoln Graves que usa un SR-25 con una M26 MASS acoplada, y un tirador de apoyo llamado Reggie Lang que usa una M249 PARA con un lanzagranadas M320 acoplado. Los dos personajes tienen personalidades muy opuestas. Lang es bastante ruidoso y ruidoso mientras Graves es silencioso y sigiloso. 
En el modo de un solo jugador, el jugador puede cambiar entre el control de cada operación. En co-op, cada jugador controla un operativo. Los operarios solo usan su arma de elección, y no pueden recoger las armas enemigas. Las municiones para sus armas son ilimitadas, pero los explosivos no lo son y deben ser repuestos desde cajas de reabastecimiento que se encuentran en todo los niveles.

## Argumento
La historia tiene lugar en una guerra ficticia, donde un conflicto de Venezuela se lleva a cabo. El general Ramírez y sus socios han protagonizado el régimen de Ramírez, donde Ramírez está lentamente conspirando para tomar el control de su país. Primero se envía a sus tropas para apoderarse de la refinería de Petro Nivera Aceite entonces amenaza con desplegar armas nucleares si los EE. UU. continúan "inmiscuirse en los asuntos de su país". Inmediatamente dos agentes de la CIA, Lincoln Graves y Reggie Lang son enviados en una serie de misiones para acabar con el general Ramírez y cualquier otra amenaza posible. En primer lugar los dos agentes son enviados a las ruinas del monasterio de Santa Cecilia para recuperar datos importantes sobre las conexiones de Ramírez y asociados. Después de la extracción a través de su comandante, se encuentran con una serie de diferentes conflictos todos aparentemente conectados a Ramírez. Finalmente se rastrean Ramírez y terminan arrestarlo. 

## Personajes
Lincoln Graves: Un exoperador de la Fuerza Delta y experto francotirador. Graves es operativo altamente disciplinado, pero no es realmente el tipo de socio para una pequeña charla o llevarse bien con los. Su última pareja fue muerto en Afganistán en lo que Graves llama un "riesgo Occuputional". Trabajar con Lang, Graves no le gusta gánster de Lang como actitud en lo que él considera demasiado ruidoso e indisciplinado. Graves esconde un pasado oscuro con la Fuerza Delta en el que él no quiere compartir con Lang. 
Reggie Lang: Todo lo contrario de Graves. Un novato y recién llegado a la CIA Denied Ops equipo, Lang le gusta hacer el trabajo con explosivos y un para M249. Lang disfruta especialmente explotar cosas. Sin embargo, él tiene la costumbre de llamar a su hermano de Graves, que molesta a Graves. También se burla de la edad de Graves y bromea que él (Graves) era el francotirador que mató a JFK y numerosos comentarios fuera de color, como lo llamaba "Whiteboy" y "Redneck". 
Dr. Alexander Pessich: Un científico que se ve obligado a hacer bombas nucleares para Morchenko. Morchenko es la celebración de la esposa y la hija como rehén de Pessich. Después de ser rescatado, Pessich decide redimirse mediante el desarme de todas las bombas que hizo y se extrae por Lang y Graves. Su destino está completamente en manos del jugador. Se desconoce si la esposa y la hija de Pessich lograron ser rescatados. 
Paul Foley: El francotirador Codex equipo rojo que sobrevivió a la emboscada en Colombia en el conflicto anterior juego: Terror Global. Fue uno de los cuatro personajes principales y es un veterano de la Guerra del Golfo en Conflict: Desert Storm y Conflict: Desert Storm II. Fue cambiado por el cartel de la droga que lo capturó y está siendo rehén de un traficante de armas colombiano llamado Arcilla en Suriname. Su destino está completamente en manos del jugador.

### Los terroristas
General Ramírez: El autor intelectual del régimen. Pone en escena un golpe de Estado en su propio país y los EE. UU. tiene la intención de actuar en favor de sus acciones violentas. En respuesta Ramírez tiene sus tropas capturar los campos petroleros locales y amenaza de desplegar armas nucleares citando solo "Si los EE.UU. continúa a inmiscuirse en los asuntos de su país". Él es el principal objetivo tanto para Lang y Graves para la captura y el principal antagonista. Es capturado en el final del juego. 
Abasi Atongwe: Un rico hombre de negocios de África y despiadado líder rebelde africano. Cuando Graves y Lang son en África para determinar el origen de un Atongwe transmisión de alguna manera los encuentra y les emboscadas. Él finalmente se localizó a la mina ATAK Diamond y asesinado por los operarios. 
Alexsei Morchenko: A brutal y matón merc ruso. Él apoya el régimen al forzar a un médico para hacer bombas nucleares para él. Cuando Lang y Graves rescatar Pessich, Morchenko es asesinado en el proceso. 
Arcilla: Un traficante de armas colombiano. Él es visto tratar con el teniente de Atongwe Kwennoir. Él es también la celebración del Codex Equipo Rojo francotirador Paul Foley rehén. La arcilla es finalmente asesinado. 
Teniente de Jean-Baptiste: Kwennoir Atongwe que se ocupa de Clay. Él es finalmente rastreó y mató. 
Jacques: Uno de los hombres de Atongwe. Es la celebración de un equipo de inspección de la marina de guerra como rehenes en su nave y mata personalmente uno de ellos en una escena. Él es finalmente asesinado por los operarios.

## Recepción
El juego ha recibido puntuaciones media-altas en cuanto a las críticas del público y negativas de los críticos especializados, ganando un promedio de 57 en Metacritic y el 58% en GameRankings. Fue criticado por su juego poco originales y genéricos y el sistema de co-op roto. 
Ambas versiones de PC y consolas de juego también han sufrido graves problemas de sonido. La mayoría de las tarjetas de sonido de PC no son compatibles con el juego y por lo tanto la salida sin sonido, mientras que en las consolas de ciertas armas no hacen sonidos. Sin embargo, ha habido una actualización lanzado para las versiones de consola que soluciona sus problemas.
En Japón, donde el juego fue portado para la liberación bajo el nombre de Double Clutch (ダブルクラッチDaburu Kuratchi), a continuación, publicado por Spike para la PlayStation 3 y Xbox 360 el 11 de septiembre de 2008, y por E Frontier para la versión de PC el 16 de enero de 2009, Famitsu dio las dos primeras versiones de consola, cada una de las cuatro categorías, seises para un total de 24 de 40.